# El Sembrador
El Sembrador es un monumento dedicado a la agricultura situado en la ciudad española de Albacete.
Ubicado en la plaza del Sembrador, en el cruce de las vías paseo de la Libertad, avenida de la Estación, paseo de la Cuba y Alcalde Conangla, rinde homenaje al sector agrícola de gran importancia en la historia pasada de la capital.
Inaugurado en 1983, está realizado en hierro forjado y representa a un campesino echando el grano en plena siembra, elevado sobre un pedestal que constituye su base.
Es una de las esculturas más emblemáticas e históricas de la capital albaceteña, obra del escultor villarrobletano Antonio Navarro.